# Neptune Avenue (Culver Line)
Neptune Avenue is een station van de metro van New York aan de Culver Line in het stadsdeel Brooklyn. Het station is geopend in 1920. Lijn  maakt gebruik van dit station.
 ·  ·  ·  ·  ·  ·  ·  ·  · 